# Opponent
|  | Wiktionary har en ordboksartikel om opponent. |

Opponent är i akademiska sammanhang en student som är utsedd av examinator att kritiskt granska en akademisk uppsats, eller (lägst) en doktor från annan institution eller annat lärosäte som är utsedd av fakultetsnämnden för att vid en disputation kritiskt granska den doktorsavhandling som framläggs. Opponenten presenterar sin kritik muntligen, och ibland även skriftligen. Opponenten, som formellt betecknas fakultetsopponent, sammanfattar respondentens viktigaste bidrag till vetenskapen, beskriver arbetets relation till forskningsfronten, ställer frågor om sådant som behöver förtydligas, och ger ett sammanfattande omdöme.